# به فردا امیدی نیست
به فردا امیدی نیست (انگلیسی: Odds Against Tomorrow) یک فیلم نوآر در سبک سرقت، درام و جنایی به کارگردانی رابرت وایز است که در سال ۱۹۵۹ منتشر شد. این فیلم، اولین فیلم نوآری است که در آن، قهرمان اصلی یک سیاهپوست است.

## بازیگران
- رابرت رایان
- اد بگلی
- گلوریا گراهام
- هری بلافونته
- شلی وینترز
- ریچارد برایت
- وین راجرز